# Посвентне (Белостокский повет)
Посве́нтне (пол. Poświętne) — деревня в Белостокском повете Подляского воеводства Польши. Административный центр гмины Посвентне. Находится примерно в 32 км к юго-западу от города Белостока. Через деревню проходит региональная автодорога 681. По данным переписи 2011 года, в деревне проживало 237 человек. В деревне есть костёл Преображения Господня (1906—1907).